# Четырежды (фильм)
«Четырежды» (итал. Le Quattro Volte) — кинофильм режиссёра Микеланджело Фраммартино, вышедший на экраны в 2010 году. Фильм в псевдодокументальной манере рассказывает о повседневной жизни маленького городка в Калабрии и фактически не содержит диалогов.

## Сюжет
Сюжет разбит на три части. В первой повествуется о старике (Джузеппе Фуда), который со своим псом занимается выпасом стада коз, а затем продает молоко жителям городка. Часть заканчивается смертью пастуха. Во второй части внимание обращено на козленка, родившего вскоре после смерти старика. Наконец, в третьей части рассказывается о «судьбе» дерева, которое было срублено для одного из праздников и затем было использовано для получения угля.

## Награды и номинации
- 2010 — приз Label Europa Cinemas Каннского кинофестиваля (Микеланджело Фраммартино)
- 2010 — Гран-при Международного кинофестиваля в Братиславе (Микеланджело Фраммартино)
- 2010 — Гран-при фестиваля итальянского кино в Анси (Микеланджело Фраммартино)
- 2010 — специальная премия «Серебряная лента» Итальянского национального синдиката киножурналистов «за поэтический реализм» (Микеланджело Фраммартино)
- 2010 — фильм представлен на кинофестивале в Нью-Йорке
- 2011 — три номинации на премию «Давид ди Донателло»: лучший режиссёр (Микеланджело Фраммартино), лучший продюсер, лучший звук (Паоло Бенвенути, Симоне Паоло Оливеро)
- 2011 — фильм представлен на кинофестивалях в Лондоне и Сан-Себастьяне